# Ambasada Chorwacji w Polsce
Ambasada Chorwacji w Polsce, Ambasada Republiki Chorwacji (chorw. Veleposlanstvo Hrvatske u Poljskoj) – chorwacka placówka dyplomatyczna znajdująca się w Warszawie przy ul. Ignacego Krasickiego 25.

## Historia stosunków dyplomatycznych i siedziby
Do czasu uzyskania przez Chorwację niepodległości kontakty utrzymywano w ramach kontaktów Polski z Jugosławią. Stosunki dyplomatyczne z Chorwacją nawiązano w 1992, a ambasada rozpoczęła swoją pracę w 1993 przy ul. Ignacego Krasickiego 10 (1996-2004), następnie przy ul. Ignacego Krasickiego 25 (2006–).

## Inne informacje
Przy ul. Nowogrodzkiej 50 działa Narodowy Ośrodek Informacji Turystycznej Republiki Chorwacji (chorw. Hrvatske turistička zajednica).